# Melanozosteria subinclusa
Melanozosteria subinclusa es una especie de cucaracha terrestre del género Melanozosteria, tribu Polyzosteriini, subfamilia Polyzosteriinae. Fue descrita científicamente por Princis en 1966.

## Distribución
Se distribuye por Oceanía: Australia Occidental.